# Tabulator

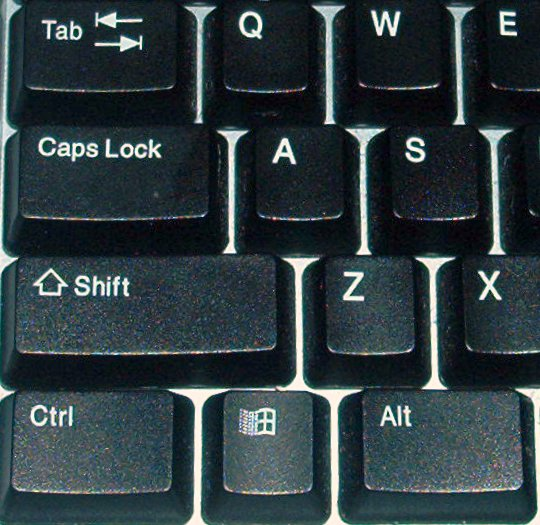
Tabulatortangenten.

Tabulator (av engelska tabulate, ordna i tabellform) eller tabulatortangenten, ofta bara kallad tabb eller eventuellt tab) är tangenten Tab på ett tangentbord som ursprungligen var en funktion på skrivmaskiner, senare en funktion på datorer. I ordbehandlare som exempelvis Word, flyttar tangenten markören, och följaktligen den kommande texten, som ett indrag (ett antal mellanslag, i första hand åt höger). Med en dators Tab kan man ofta även flytta mellan olika celler i tabeller och formulär. Ofta kan man även ångra (backa) Tab med Shift (med eller utan tjockare pil pekande uppåt) + Tab.
För tabb i betydelsen webbläsarflik, se vidare flik.